# Кондратюк, Марк Валерьевич
Марк Вале́рьевич Кондратю́к (род. 3 сентября 2003 года, Подольск, Московская область, Россия) — российский фигурист, выступающий в одиночном катании. Бронзовый призёр Олимпийских игр в командном соревновании (2022), чемпион Европы (2022), чемпион России (2022), серебряный призер Всероссийской Спартакиады (2024) и бронзовый призёр чемпионата России (2021).
Мастер спорта России (2021), Мастер спорта России международного класса (2021), Заслуженный мастер спорта России (2022). Кавалер ордена Дружбы (2022) .

## Биография
Родился 3 сентября 2003 года в Подольске. Его первым тренером была Людмила Сапронова.
С 2016 года тренируется в группе Светланы Соколовской.

### Сезон 2019—2020
В ноябре дебютировал на турнире Bosphorus Cup в Турции, где завоевал золотую медаль. В январе 2020 года завоевал серебряную медаль на турнире Mentor Toruń Cup в Польше.

### Сезон 2020—2021
В сентябре 2020 года впервые выступил на взрослом Кубке России.
В декабре 2020 года дебютировал на взрослом чемпионате России. В короткой программе прыгнул тройной аксель, четверной сальхов и каскад тройной лутц — тройной тулуп и с результатом 90,88 балла стал третьим. Произвольную программу откатал на 169,43 балла и с суммой 260,31 завоевал бронзовую медаль.
В феврале 2021 года принял участие в коммерческом турнире Кубок Первого канала в составе команды Евгении Медведевой «Время Первых».

### Сезон 2021—2022
В сентябре 2021 года с результатом 241,06 балла завоевал бронзовую медаль на международном турнире Nebelhorn Trophy в Оберстдорфе. Благодаря успешному выступлению фигуриста, сборная России получила третью квоту в мужском одиночном катании на зимних Олимпийских играх 2022 года в Пекине.
В октябре 2021 года стал вторым на международном турнире по фигурному катанию Мемориал Дениса Тена, набрал 250,08 балла. В короткой программе Марк упал с четверного лутца, но исполнил каскад четверной сальхов — двойной тулуп, а в произвольной выполнил три четверных прыжка и два каскада три-два.
В декабре 2021 года выиграл чемпионат России, опередив в сумме двух программ ставшего вторым Михаила Коляду на 0,67 балла.
В январе 2022 года выступил на дебютном для себя чемпионате Европы. В короткой программе чисто исполнил четверной тулуп, тройной аксель, каскад четверной сальхов — тройной тулуп и с результатом в 99,06 баллов занимал промежуточное второе место вслед за Андреем Мозалёвым. В произвольной программе допустил лишь небольшие помарки и по её итогам стал первым. С общим результатом в 286,56 баллов Кондратюк стал чемпионом Европы.
По решению Федерации фигурного катания на коньках России вошёл в состав российской олимпийской команды фигуристов.
На Олимпийских играх 2022 принял участие в командных соревнованиях. По итогам короткой программы расположился на промежуточном третьем месте с 95,81 баллами и принес команде 8 очков. В произвольной программе расположился на промежуточном втором месте, уступив японцу Юме Кагияме и принес команде 9 очков. В итоге стал олимпийским чемпионом в командных соревнованиях.
В личном турнире, по итогам короткой программы получил 86,11 балла и расположился на промежуточном 15-м месте. Фигурист исполнил четверной тулуп, тройной аксель, каскад четверной сальхов — двойной тулуп (вместо тройного). В произвольной программе исполнил четверной тулуп, допустил ошибку на тройном акселе, сделал бабочку на одном акселе, сольный тройной риттбергер, каскад четверной тулуп — двойной тулуп, на каскаде четверной сальхов — ойлер — тройной сальхов упал со второго прыжка, каскад тройной лутц — двойной тулуп и получил 162,71 балла, заняв 14-е место по произвольной программе. За обе программы набрал 248,82 балла и занял 15-е место в общем зачёте. 25-27 марта 2022 года принял участие в коммерческом турнире Кубок Первого канала, где был в роли капитана команды «Время первых».
С июня 2022 по май 2023 года проходил военную службу по призыву в спортивной роте Вооруженных Сил Российской Федерации в Балашихе.

### Сезон 2022—2023
Сезон 2022—2023 Кондратюк начал с успешного выступления на этапе Гран-при России в Сочи. В короткой программе он занял промежуточное 1 место, впервые в карьере приземлив четверной лутц. В произвольной программе фигурист смог сохранить лидерство и выиграл этап с результатом 279 баллов.
В ноябре 2022 года на этапе Гран-при России в Самаре Кондратюк занял промежуточное 1 место после короткой программы. В произвольной программе допустил ряд ошибок, набрал 157,84 балла и занял 3 место с суммой 260,68. Позже спортсмен признался, что выступал на этапе с травмой спины. После этапа провел несколько дней в больнице на реабилитации . По состоянию здоровья Кондратюку пришлось пропустить чемпионат России по прыжкам, прошедший в начале декабря в Санкт-Петербурге.
На чемпионате России 2023 Марк Кондратюк допустил ряд ошибок в короткой программе. С результатом 77,50 балла он снялся с произвольной программы.
В марте Марк Кондратюк принял участие в финале Гран-при России. После безошибочно выполненной короткой программы спортсмен шёл на промежуточном 1 месте. В произвольной программе удалось не всё, тем не менее по сумме он занял 3 место. На пресс-конференции Кондратюк рассказал, что из-за травмы пока не может тренироваться в полную силу.

### Сезон 2023—2024
В сезоне 2023—2024 Марк Кондратюк включал на каждом соревновании в короткую программу четверной лутц и каскад с четверным сальховом, в произвольную программу — четыре четверных прыжка: лутц, тулуп, сальхов и сальхов в каскаде с двойным тулупом. Сезон начался с неудачного выступления на втором этапе Гран-При России, где Марк занял восьмое промежуточное место после ошибок на всех прыжковых элементах в короткой программе и четвертое итоговое.
На следующем этапе Кондратюк занимал четвертое место после короткой программы из-за ошибки на вращении, но по общей сумме баллов Марк смог занять второе место на этапе. В рейтинге по итогам двух этапов Марк Кондратюк стал шестым, что позволило ему отобраться на Чемпионат России и Спартакиаду.
Чемпионат России вновь сложился неудачно. Два падения на каскаде с четверным сальховом и в короткой, и в произвольной программе отбросили Кондратюка на 10 итоговое место. Марк Кондратюк комментировать неудачи сезона не стал.
Следующим соревнованием стал Чемпионат России по прыжкам. За комбинацию из четверного сальхова и тройного акселя получил специальный приз за лучший элемент из двух прыжков, оцененный в 20,29 балла.
На Спартакиаде, проходившей 14—19 февраля 2024 в Магнитогорске, Марку Кондратюку наконец удалось исполнить чисто обе программы с заявленным набором прыжков — шестью четверными прыжками и тремя тройными акселями в обеих программах и набрать 297,72 балла, заняв второе итоговое место и войти в сборную страны на следующий сезон.

### Сезон 2024—2025
Сезон 2023—2024 Марк Кондратюк начал с чистого исполнения короткой и произвольной программ на открытых контрольных прокатах. В произвольной программе приземлил пять четверных прыжков: лутц, флип, тулуп и два сальхова. Кондратюк закрепил успех, выполнив эти прыжки на своих первых соревнованиях в сезоне на турнире памяти Сергея Гринькова. По сумме двух программ с небольшим количеством ошибок набрал 281,95 балла.
В ходе серии Гран-При России принял участие на первом этапе в Магнитогорске и на четвертом этапе в Москве. На первом этапе в короткой программе допустил ошибку на каскаде и стал третьим, но произвольную программу откатал практически безошибочно с пятью четверными прыжками и секвенцией из двух тройных акселей, исполненной впервые на соревнованиях, и занял первое место, набрав в сумме 289,74 балла. На втором этапе допустил ошибку на четверном тулупе и падение на секвенции в произвольной программе, что позволило Кондратюку стать лишь третьим с суммой баллов 289,11. По сумме баллов, набранных в серии, Марк стал вторым в общем зачете, что позволило ему отобраться в финал.
Чемпионат России 2025, проходивший в Омске, сложился неудачно. Кондратюк выступал с сильной простудой и не смог показать свой максимум. Bыиграл короткую программу, но допустил два падения в произвольной программе, и, набрав в итоге всего 274.07 балла, стал пятым.
Чемпионат России по прыжкам 2025 стал для Кондратюка более удачным. В личном зачете, пройдя в финальный раунд четвертым по сумме баллов, выиграл его, чисто исполнив секвенцию из пяти тройных акселей, и выиграл бронзу турнира, набрав наибольшее количество баллов для своей команды среди всех участников.
В середине февраля прошел заключительный старт сезона, финал Гран-при. Также как и на Чемпионате России 2025, выиграл короткую программу, набрав 104,70 балла. В короткой программе была заменена музыка для дорожки шагов. В произвольной программе Кондратюк катался без ставшей традиционной секвенции из трикселей, допустил падение на четверном флипе и занял второе место по сумме двух программ.

## Вне спорта
С детства увлекается современным искусством и пишет сам. Летом 2021 года прошла его первая персональная выставка в Тушино . 
С сентября 2021 года является студентом Российского экономического университета имени Плеханова . 
Весной 2022 года был номинирован в категории «Спорт и киберспорт» рейтинга Forbes «30 до 30» . 
В мае 2022 года объявил об отношениях с серебряным призером Олимпийских игр в Пекине Александрой Трусовой. Летом 2023 года пара рассталась.
В 2022 и 2023 годах, за поддержку полномасштабного военного вторжения России в Украину, вошёл в санкционные списки Украины против ряда российских спортсменов и физических лиц.
Санкции предполагают запрет на въезд на Украину, блокировку активов на территории страны, приостановку торговых операций, лишение украинских госнаград.
В результате рассмотрения допингового дела Камилы Валиевой, также участницы командного турнира на Олимпийских играх в Пекине в 2022 году с ее последующей дисквалификацией, команде была присуждена бронзовая медаль 2 августа 2024 года .    
Помимо спорта, Марк Кондратюк принимал участие в различных ледовых шоу, как в формате гала, так и в формате спектаклей. Одной из наиболее значимых ролей является Эскамилио в ледовом мюзикле "Кармен" в постановке Ильи Авербуха, где он играл вместе с Евгенией Медведевой, Алексеем Ягудиным и др.   

## Программы
| Программы Марка Кондратюка | Программы Марка Кондратюка | Программы Марка Кондратюка | Программы Марка Кондратюка |
| Сезон                      | Короткая программа | Произвольная программа | Показательные выступления |
| -------------------------- | --- | --- | --- |
| 2024—2025                  | - «Warp 1.9» - «Storm» The Bloody Beetroots - «Bangarang» Skrillex/Sirah хореография: Никита Михайлов - "Get get down" Paul Johnson                                | - «Raamam Raaghavam» - «Ram The Volcano» (из фильма «RRR») M. M. Keeravani и Siva Shakthi Datta - «Latika's Theme» (из фильма «Миллионер из трущоб») A. R. Rahman в исполнении Suzanne D'Mello - «Nagada Sang Dhol» (из фильма «Рам и Лила») Sanjay Leela Bhansali хореография: Никита Михайлов | - «Танцы на стеклах» Максим Фадеев |
| 2023—2024                  | - «Cantos de Fuego» Brand X Music | - «Ода к радости» Людвиг ван Бетховен в исполнении Atom Music Audio и The Dark Tenor | - «Эйфория» (из фильма «Эйфория») Айдар Гайнуллин хореография: Илья Авербух - «Cradles» Sub Urban хореография: Илья Авербух                                                             |
| 2022—2023                  | - «What is Jazz» Club des Belugas хореография: Никита Михайлов | - «Luna» Алессандро Сафина хореография: Илья Авербух - «Overture» - «Selma» (из мюзикла «Сломанные крылья») Дана аль Фардан - «Holding Hands» (из фильма «Девушка Нуань») San Bao хореография: Никита Михайлов                                                                                  | - «Preparation» Ханс Циммер - «Stream» Адриан Беренгер - «Sweet Dreams (Are Made of This)» Eurythmics в исполнении CORVYX - «Полетели» Филипп Киркоров совместно с Александрой Трусовой |
| 2021—2022                  | - «Великолепный век. Империя Кёсем»: - «Kösem Opening Theme» - «Silence of the Clouds» Айтекин Аташ - «Sound Of Darbuka» Яшар Акпенче хореография: Никита Михайлов | - «Иисус-Христос — суперзвезда»: - «Overture» - «The Temple» Эндрю Ллойд Уэббер хореография: Никита Михайлов | - «Cradles» Sub Urban |
| 2020—2021                  | - «Summertime» Ларри Адлер хореография: Никита Михайлов | - «After the Nightmare» Dark Tenor хореография: Никита Михайлов | - «Как жаль» Браво |
| 2019—2020                  | - «The Hollywood Wiz» Cirque du Soleil хореография: Никита Михайлов                                                                                                | - «Exogenesis: Symphony Part III» Muse хореография: Никита Михайлов | |
| 2018—2019                  | - «Hallelujah» Pentatonix | - «Imagine» Джон Леннон | |
| 2016—2017                  | - «Amore Scusami» - «Home To Mamma» Patrizio | - «Imagine» Джон Леннон | |

## Спортивные достижения
| Соревнования                     | 16/17                        | 18/19                        | 19/20                        | 20/21                        | 21/22                        | 22/23                        | 23/24                        | 24/25                        |
| Международные индивидуальные     | Международные индивидуальные | Международные индивидуальные | Международные индивидуальные | Международные индивидуальные | Международные индивидуальные | Международные индивидуальные | Международные индивидуальные | Международные индивидуальные |
| -------------------------------- | ---------------------------- | ---------------------------- | ---------------------------- | ---------------------------- | ---------------------------- | ---------------------------- | ---------------------------- | ---------------------------- |
| Зимние Олимпийские игры          |                              |                              |                              |                              | 15                           |                              |                              |                              |
| Чемпионат Европы                 |                              |                              |                              |                              | 1                            |                              |                              |                              |
| Этап Гран-при: Rostelecom Cup    |                              |                              |                              |                              | 8                            |                              |                              |                              |
| Челленджер: Nebelhorn Trophy     |                              |                              |                              |                              | 3                            |                              |                              |                              |
| Челленджер: Мемориал Дениса Тена |                              |                              |                              |                              | 2                            |                              |                              |                              |
| Bosphorus Istanbul Cup           |                              |                              | 1                            |                              |                              |                              |                              |                              |
| Mentor Torun Cup                 |                              |                              | 2                            |                              |                              |                              |                              |                              |
| Международные командные          |                              |                              |                              |                              |                              |                              |                              |                              |
| Зимние Олимпийские игры          |                              |                              |                              |                              | 3                            |                              |                              |                              |
| Национальные                     |                              |                              |                              |                              |                              |                              |                              |                              |
| Чемпионат России                 |                              |                              |                              | 3                            | 1                            | WD                           | 10                           | 5                            |
| Финал Гран-при России            |                              |                              |                              |                              |                              | 3                            | 2                            | 2                            |
| Первенство России среди юниоров  | 16                           |                              |                              |                              |                              |                              |                              |                              |
| Финал Кубка России               | 10 J.                        | 9 J.                         | 4 J.                         | 5                            |                              |                              |                              |                              |
| Этап Кубка России. I этап        | 2 J.                         |                              | 9 J.                         |                              |                              |                              |                              |                              |
| Этап Кубка России. II этап       |                              |                              |                              | 8                            |                              |                              |                              |                              |
| Этап Кубка России. III этап      |                              |                              | 3 J.                         |                              |                              |                              |                              |                              |
| Этап Кубка России. IV этап       |                              | 5 J.                         |                              | 7                            |                              |                              |                              |                              |
| Этап Кубка России. V этап        |                              | 6 J.                         |                              |                              |                              |                              |                              |                              |
| Этапы Гран-при России. I этап    |                              |                              |                              |                              |                              |                              |                              | 1                            |
| Этапы Гран-при России. II этап   |                              |                              |                              |                              |                              | 1                            | 4                            |                              |
| Этапы Гран-при России. VI этап   |                              |                              |                              |                              |                              |                              | 2                            | 3                            |
| Этапы Гран-при России. V этап    |                              |                              |                              |                              |                              | 3                            |                              |                              |
| Чемпионат России по прыжкам      |                              |                              |                              |                              |                              |                              | 7                            | 3                            |
| Национальные командные           |                              |                              |                              |                              |                              |                              |                              |                              |
| Кубок Первого канала             |                              |                              |                              | 2                            | 2                            |                              | 3                            |                              |
| Международные среди юниоров      |                              |                              |                              |                              |                              |                              |                              |                              |
| Ice Star                         |                              | 3                            | 1                            |                              |                              |                              |                              |                              |
| Bosporus Cup                     |                              | 1                            |                              |                              |                              |                              |                              |                              |
| Skate Helena                     |                              | 2                            |                              |                              |                              |                              |                              |                              |
| Мемориал Дениса Тена             |                              |                              | 3                            |                              |                              |                              |                              |                              |

## Государственные награды и спортивные звания
- Орден Дружбы (25 февраля 2022 года) — за высокие спортивные достижения, волю к победе, стойкость и целеустремлённость, проявленные на XXIIV Олимпийских зимних играх 2022 года в городе Пекине (Китайская Народная Республика)[66];
- Мастер спорта России (2021)[67].
- Мастер спорта России международного класса (2021)[68].
- Заслуженный мастер спорта России (2022)[69].